# 三板桥街道
三板桥街道，是中华人民共和国贵州省毕节市七星关区下辖的一个乡镇级行政单位。

## 行政区划
三板桥街道下辖以下地区：
茶亭村、官大村、大坡坪村、灵峰村和六合村。